# Matthew Ebden
Matthew Ebden (Melbourne, 26 november 1987) is een tennisspeler uit Australië. Hij is prof sinds 2005.

## Carrière
Ebden won op de Gemenebestspelen in 2010 een bronzen medaille in het enkelspel.
In 2011 won hij het dubbelspeltoernooi van de Campbell's Hall of Fame Championships door aan de zijde van Ryan Harrison het duo Johan Brunström/Adil Shamasdin met 4-6,6-3, [10-5] te verslaan.
In 2013 speelde hij samen met Jarmila Gajdošová met een wildcard op het gemengddubbel-toernooi van de Australian Open. Hier speelden ze de finale, die ze voor eigen publiek wonnen met 6-3, 7-5.
In 2021 verloor Ebdon aan de zijde van Samantha Stosur de finale van de Australian Open van de Tsjechische Barbora Krejčíková en Amerikaan Rajeev Ram

### 2022
In 2022 verloor Ebdon aan de zijde van Max Purcell de finale van de Australian Open van hun landgenoten Thanasi Kokkinakis en Nick Kyrgios.
Op Wimbledon 2022 wonnen Ebdon en Purcell de titel in het herendubbel door de Kroaten Nikola Mektić en Mate Pavić te verslaan in een supertriebreak in de vijfde set. In vijf van de zes wedstrijden wonnen ze in vijf sets, waarbij ze tweemal terugkwamen van een achterstand van twee sets. In het gemengd dubbelspel verloor Ebdon aan de zijde van Stosur de finale van de Anerikaanse Desirae Krawczyk en Brit Neal Skupski.

## Palmares
| Legenda                       | Legenda               |
| ----------------------------- | --------------------- |
| Grand Slam                    |                       |
| Olympische Spelen             |                       |
| tot 2009                      | vanaf 2009            |
| Tennis Masters Cup            | ATP Finals            |
| ATP Masters Series            | ATP Tour Masters 1000 |
| ATP International Series Gold | ATP Tour 500          |
| ATP International Series      | ATP Tour 250          |

### Enkelspel
| Nr.                  | Datum            | Stad        | Ondergrond | Tegenstander in finale | Score               | Details |
| -------------------- | ---------------- | ----------- | ---------- | ---------------------- | ------------------- | ------- |
| Verloren finales     |                  |             |            |                        |                     |         |
| 1.                   | 23 juli 2017     | ATP Newport | Gras       | John Isner             | 3-6, 6-7(4)         | Details |
| Gewonnen challengers |                  |             |            |                        |                     |         |
| 1.                   | 9 juni 2013      | Nottingham  | Gras       | Benjamin Becker        | 7-5, 4-6, 7-5       |         |
| 2.                   | 27 oktober 2013  | Melbourne   | Hardcourt  | Tatsuma Ito            | 7-5, 4-6, 7-5       |         |
| 3.                   | 17 november 2013 | Yokohama    | Hardcourt  | Go Soeda               | 2-6, 7-6(3), 6-3    |         |
| 4.                   | 24 november 2013 | Toyota      | Tapijt (i) | Yuichi Sugita          | 6-3, 6-2            |         |
| 5.                   | 14 juni 2015     | Surbiton    | Gras       | Denis Kudla            | 6-7(4), 6-4, 7-6(5) |         |
| 6.                   | 1 november 2015  | Traralgon   | Hardcourt  | Jordan Thompson        | 7-5, 6-3            |         |
| 7.                   | 5 november 2017  | Canberra    | Hardcourt  | Taro Daniel            | 7-6(4), 6-4         |         |
| 8.                   | 24 november 2017 | Toyota      | Tapijt (i) | Calvin Hemery          | 6-3, 6-2            |         |
| 9.                   | 20 mei 2018      | Busan       | Hardcourt  | Vasek Pospisil         | 7-6(4), 6-1         |         |

### Dubbelspel
| Nr.                          | Datum            | Stad              | Ondergrond    | Partner            | Tegenstanders in finale                    | Score                            | Details |
| ---------------------------- | ---------------- | ----------------- | ------------- | ------------------ | ------------------------------------------ | -------------------------------- | ------- |
| Gewonnen finales herendubbel |                  |                   |               |                    |                                            |                                  |         |
| 1.                           | 10 juli 2011     | ATP Newport       | Gras          | Ryan Harrison      | Johan Brunström Adil Shamasdin             | 4–6, 6–3, [10–5]                 | Details |
| 2.                           | 24 juli 2011     | ATP Atlanta (1)   | Hardcourt     | Alex Bogomolov Jr. | Matthias Bachinger Frank Moser             | 3–6, 7–5, [10–8]                 | Details |
| 3.                           | 22 juli 2012     | ATP Atlanta (2)   | Hardcourt     | Ryan Harrison      | Xavier Malisse Michael Russell             | 6-3, 3-6, [10–6]                 | Details |
| 4.                           | 1 maart 2014     | ATP Acapulco      | Hardcourt     | Kevin Anderson     | Feliciano López Maks Mirni                 | 6-3, 6-3                         | Details |
| 5.                           | 10 april 2022    | ATP Houston       | Gravel        | Max Purcell        | Ivan Sabanov Matej Sabanov                 | 6-3, 6-3                         | Details |
| 6.                           | 9 juli 2022      | Wimbledon         | Gras          | Max Purcell        | Nikola Mektić Mate Pavić                   | 7–6(7), 6–7(3), 4–6, 6–4, 7–6(2) | Details |
| 7.                           | 27 augustus 2022 | ATP Winston-Salem | Hardcourt     | Jamie Murray       | Hugo Nys Jan Zieliński                     | 6–4, 6–2                         | Details |
| 8.                           | 25 februari 2023 | ATP Doha          | Hardcourt     | Rohan Bopanna      | Constant Lestienne Botic van de Zandschulp | 6–7(5), 6–4, [10–6]              | Details |
| 9.                           | 18 maart 2023    | ATP Indian Wells  | Hardcourt     | Rohan Bopanna      | Wesley Koolhof Neal Skupski                | 4-6, 4-6                         | Details |
| Verloren finales herendubbel |                  |                   |               |                    |                                            |                                  |         |
| 1.                           | 15 januari 2012  | ATP Sydney        | Hardcourt     | Jarkko Nieminen    | Bob Bryan Mike Bryan                       | 1–6, 4–6                         | Details |
| 2.                           | 25 mei 2019      | ATP Genève        | Gravel        | Robert Lindstedt   | Oliver Marach Mate Pavić                   | 4-6, 4-6                         | Details |
| 3.                           | 28 februari 2021 | ATP Singapore     | Hardcourt (i) | John-Patrick Smith | Sander Gillé Joran Vliegen                 | 2–6, 3–6                         | Details |
| 4.                           | 29 januari 2022  | Australian Open   | Hardcourt     | Max Purcell        | Thanasi Kokkinakis Nick Kyrgios            | 5-7, 4-6                         | Details |
| 5.                           | 12 juni 2022     | ATP Rosmalen      | Gras          | Max Purcell        | Wesley Koolhof Neal Skupski                | 6-4, 5-7, [6-10]                 | Details |
| 6.                           | 23 oktober 2022  | ATP Napels        | Hardcourt     | John Peers         | Ivan Dodig Austin Krajicek                 | 3-6, 6-1, [8-10]                 | Details |
| 7.                           | 19 februari 2023 | ATP Rotterdam     | Hardcourt (i) | Rohan Bopanna      | Ivan Dodig Austin Krajicek                 | 6–7(5), 6–2, [10–12]             | Details |
| 8.                           | 6 mei 2013       | ATP Madrid        | Gravel        | Rohan Bopanna      | Karen Chatsjanov Andrej Roebljov           | 3–6, 6–3, [3–10]                 | details |
| 9.                           | 8 september 2023 | US Open           | Hardcourt     | Rohan Bopanna      | Rajeev Ram Joe Salisbury                   | 6-2, 3-6, 4-6                    | Details |
| 10.                          | 15 oktober 2013  | ATP Shanghai      | Hardcourt     | Rohan Bopanna      | Marcel Granollers Horacio Zeballos         | 7–5, 2–6, [7–10]                 | details |
| 11.                          | 7 november 2013  | ATP Parijs        | Hardcourt (i) | Rohan Bopanna      | Santiago Gonzalez Edouard Roger-Vasselin   | 2–6, 7–5, [7–10]                 | details |
| Gewonnen challenger          |                  |                   |               |                    |                                            |                                  |         |
| 1.                           | 7 februari 2010  | Burnie            | Hardcourt     | Sam Groth          | James Lemke Dane Proppogia                 | 6-7(8), 7-6(4), [10-8]           |         |
| 2.                           | 16 mei 2010      | Zagreb            | Gravel        | Andre Begemann     | Ruben Ramirez Hidalgo Santiago Ventura     | 7-6(5), 5-7, [10-3]              |         |
| 3.                           | 13 februari 2011 | Caloundra         | Hardcourt     | Sam Groth          | Pavol Cervenak Ivo Klec                    | 6-3, 3-6, [10-1]                 |         |
| 4.                           | 3 mei 2015       | Taipei            | Tapijt (i)    | Chieh-Fu Wang      | Sanchai Ratiwatana Sonchat Ratiwatana      | 6-1, 6-4                         |         |
| 5.                           | 15 april 2018    | Taipei (stad)     | Tapijt (i)    | Andrew Whittington | Prajnesh Gunneswaran Saketh Myneni         | 6-4, 5-7, [10-6]                 |         |

### Gemengd dubbelspel
| Nr.                            | Datum            | Stad            | Ondergrond | Partner           | Tegenstanders in finale         | Score    | Details |
| ------------------------------ | ---------------- | --------------- | ---------- | ----------------- | ------------------------------- | -------- | ------- |
| Gewonnen finales gemengddubbel |                  |                 |            |                   |                                 |          |         |
| 1.                             | 27 januari 2013  | Australian Open | Hardcourt  | Jarmila Gajdošová | Lucie Hradecká František Čermák | 6-3, 7-5 | Details |
| Verloren finales gemengddubbel |                  |                 |            |                   |                                 |          |         |
| 1.                             | 20 februari 2021 | Australian Open | Hardcourt  | Samantha Stosur   | Barbora Krejčíková Rajeev Ram   | 1-6, 4-6 | Details |
| 2.                             | 7 juli 2022      | Wimbledon       | Gras       | Samantha Stosur   | Desirae Krawczyk Neal Skupski   | 4-6, 3-6 | Details |

### Landencompetities
| Nr.              | Datum               | Toernooi  | Ondergrond    | Partner(s)                                                    | Tegenstanders in finale                                                    | Score               | Details |
| ---------------- | ------------------- | --------- | ------------- | ------------------------------------------------------------- | -------------------------------------------------------------------------- | ------------------- | ------- |
| Verloren finales |                     |           |               |                                                               |                                                                            |                     |         |
| 1.               | 22-27 november 2022 | Davis Cup | Hardcourt (i) | Alex de Minaur Thanasi Kokkinakis Max Purcell Jordan Thompson | Félix Auger-Aliassime Vasek Pospisil Denis Shapovalov                      | 0-2 (2 wedstrijden) | Details |
| 2.               | 21-26 november 2023 | Davis Cup | Hardcourt (i) | Alex de Minaur Alexei Popyrin Max Purcell Jordan Thompson     | Jannik Sinner Lorenzo Musetti Matteo Arnaldi Lorenzo Sonego Simone Bolelli | 0-2 (2 wedstrijden) | Details |

## Resultaten grote toernooien
| Legenda | Legenda                          |
| ------- | -------------------------------- |
| g.t.    | geen toernooi gehouden           |
| l.c.    | lagere categorie                 |
| –       | niet deelgenomen                 |
| G       | uitgeschakeld in de groepsfase   |
| 1R      | uitgeschakeld in de eerste ronde |
| 2R      | uitgeschakeld in de tweede ronde |
| 3R      | uitgeschakeld in de derde ronde  |
| 4R      | uitgeschakeld in de vierde ronde |
| KF      | uitgeschakeld in de kwartfinale  |
| HF      | uitgeschakeld in de halve finale |
| F       | de finale verloren               |
| W       | het toernooi gewonnen            |
| w-v     | winst/verlies-balans             |

### Enkelspel
| grandslamtoernooien  |      |      |     |      |      |      |     |      |      |      |      |      |
| Australian Open      | 1R   | 1R   | 1R  | 1R   | 2R   | –    | 1R  | 2R   | 2R   | –    | –    | –    |
| Roland Garros        | –    | –    | 1R  | –    | 1R   | –    | –   | 1R   | 1R   | –    | –    | –    |
| Wimbledon            | –    | –    | 1R  | 1R   | 1R   | 2R   | –   | 3R   | 1R   | g.t. | –    | –    |
| US Open              | –    | –    | 2R  | –    | 2R   | 1R   | –   | 2R   | –    | –    | –    | –    |
| ATP Masters 1000     |      |      |     |      |      |      |     |      |      |      |      |      |
| Indian Wells         | –    | 1R   | 4R  | 2R   | 1R   | –    | –   | 1R   | 1R   | g.t. | –    | –    |
| Miami                | –    | –    | 1R  | –    | 2R   | –    | –   | 2R   | 1R   | g.t. | –    | –    |
| Monte Carlo          | –    | –    | –   | –    | –    | –    | –   | –    | –    | g.t. | –    | –    |
| Madrid               | –    | –    | –   | –    | –    | –    | –   | –    | –    | g.t. | –    | –    |
| Rome                 | –    | –    | –   | –    | –    | –    | –   | –    | –    | –    | –    | –    |
| Montreal/Toronto     | –    | –    | 2R  | –    | –    | –    | –   | 1R   | –    | g.t. | –    | –    |
| Cincinnati           | –    | –    | –   | –    | –    | –    | –   | –    | –    | –    | –    | –    |
| Shanghai             | –    | KF   | –   | –    | –    | –    | –   | KF   | –    | g.t. | g.t. | g.t. |
| Parijs               | –    | –    | –   | –    | –    | –    | –   | 2R   | –    | –    | –    | –    |
| olympisch            |      |      |     |      |      |      |     |      |      |      |      |      |
| Olympische Spelen    | g.t. | g.t. | –   | g.t. | g.t. | g.t. | –   | g.t. | g.t. | g.t. | –    | g.t. |
| Statistieken         |      |      |     |      |      |      |     |      |      |      |      |      |
| Totaal aantal titels | 0    | 0    | 0   | 0    | 0    | 0    | 0   | 0    | 0    | 0    | 0    | 0    |
| Eindejaarsranking    | 196  | 86   | 105 | 68   | 231  | 105  | 698 | 46   | 244  | 317  | 232  | 740  |

### Dubbelspel
| grandslamtoernooien  |      |      |      |    |      |      |      |     |      |      |      |      |      |      |   |
| Australian Open      | 1R   | 1R   | 1R   | 1R | 1R   | 1R   | 1R   | 2R  | 1R   | 1R   | 1R   | KF   | F    | 1R   |   |
| Roland Garros        | –    | –    | –    | KF | –    | 1R   | –    | –   | 1R   | 1R   | –    | 1R   | 1R   | 1R   |   |
| Wimbledon            | –    | –    | –    | 1R | 2R   | 1R   | 1R   | –   | 2R   | 2R   | g.t. | 2R   | W    | HF   |   |
| US Open              | –    | –    | 1R   | 2R | –    | 1R   | –    | –   | 2R   | –    | –    | KF   | 3R   | F    |   |
| ATP Finals           |      |      |      |    |      |      |      |     |      |      |      |      |      |      |   |
| ATP Finals           | –    | –    | –    | –  | –    | –    | –    | –   | –    | –    | –    | –    | –    | HF   |   |
| ATP Masters 1000     |      |      |      |    |      |      |      |     |      |      |      |      |      |      |   |
| Indian Wells         | –    | –    | –    | 2R | –    | –    | –    | –   | –    | –    | g.t. | –    | –    | W    |   |
| Miami                | –    | –    | –    | –  | –    | –    | –    | –   | –    | –    | g.t. | –    | 2R   | 1R   |   |
| Monte Carlo          | –    | –    | –    | –  | –    | –    | –    | –   | –    | –    | g.t. | –    | –    | 2R   |   |
| Madrid               | –    | –    | –    | –  | –    | –    | –    | –   | –    | –    | g.t. | –    | –    | F    |   |
| Rome                 | –    | –    | –    | –  | –    | –    | –    | –   | –    | –    | –    | –    | 2R   | 2R   |   |
| Montreal/Toronto     | –    | –    | –    | –  | –    | –    | –    | –   | –    | –    | g.t. | –    | 1R   | KF   |   |
| Cincinnati           | –    | –    | –    | –  | –    | –    | –    | –   | –    | –    | –    | –    | 1R   | 2R   |   |
| Shanghai             | –    | –    | –    | –  | –    | –    | –    | –   | 1R   | –    | g.t. | g.t. | g.t. | F    |   |
| Parijs               | –    | –    | –    | –  | –    | –    | –    | –   | –    | –    | –    | –    | KF   | F    |   |
| olympisch            |      |      |      |    |      |      |      |     |      |      |      |      |      |      |   |
| Olympische Spelen    | g.t. | g.t. | g.t. | –  | g.t. | g.t. | g.t. | –   | g.t. | g.t. | g.t. | –    | g.t. | g.t. |   |
| Statistieken         |      |      |      |    |      |      |      |     |      |      |      |      |      |      |   |
| Totaal aantal titels | 0    | 0    | 2    | 1  | 0    | 1    | 0    | 0   | 0    | 0    | 0    | 0    | 3    | 2    | 0 |
| Eindejaarsranking    | 420  | 207  | 92   | 70 | 221  | 89   | 186  | 233 | 106  | 121  | 117  | 57   | 26   | 4    |   |

### Gemengd dubbelspel
| grandslamtoernooien |      |      |    |      |      |      |   |      |      |      |    |      |      |  |
| Australian Open     | 1R   | 1R   | 2R | W    | HF   | –    | – | 1R   | –    | 2R   | F  | 2R   | 1R   |  |
| Roland Garros       | –    | –    | –  | –    | –    | –    | – | –    | –    | g.t. | –  | KF   | 2R   |  |
| Wimbledon           | –    | –    | –  | –    | –    | –    | – | –    | –    | g.t. | 2R | F    | KF   |  |
| US Open             | –    | –    | –  | –    | –    | –    | – | –    | –    | g.t. | –  | KF   | 2R   |  |
| olympisch           |      |      |    |      |      |      |   |      |      |      |    |      |      |  |
| Olympische Spelen   | g.t. | g.t. | –  | g.t. | g.t. | g.t. | – | g.t. | g.t. | g.t. | –  | g.t. | g.t. |  |